# IC 3046
IC 3046 је спирална галаксија у сазвјежђу Дјевица која се налази на листи објеката дубоког неба у Индекс каталогу.
Деклинација објекта је + 12° 55' 7" а ректасцензија 12h 13m 7,8s. Привидна величина (магнитуда) објекта IC 3046 износи 14,6 а фотографска магнитуда 15,3. IC 3046 је још познат и под ознакама UGC 7220, MCG 2-31-52, CGCG 69-90, VCC 76, PGC 38977.